# Боженко, Александр Гаврилович
Александр Гаврилович Боженко (1915—1972) — советский танкист. Участник Великой Отечественной войны, Герой Советского Союза (1944). Младший лейтенант.

## Биография
Родился 15 сентября 1915 года в селе Новониколаевка Купянского уезда Харьковской губернии Российской империи (ныне поселок в Шевченковском районе Харьковской области Украины) в крестьянской семье. Украинец. После окончания семилетней школы работал трактористом Староверовской машинно-тракторной станции в колхозе имени Ворошилова. В 1937 году был призван на службу в Рабоче-крестьянскую Красную Армию. Служил в войсках НКВД СССР командиром отделения вооруженной охраны в поселке Волим Чердынского района Молотовской области. За мужество, проявленное при ликвидации бандгруппы, был награждён медалью «За отвагу».
В действующую армию был призван Чердынским районным военкоматом Молотовской области 20 мая 1942 года и направлен в учебный танковый полк в Нижний Тагил, где он окончил курсы механика-водителя танка. В боях с немецко-фашистскими захватчиками старший сержант Боженко с 18 сентября 1942 года в должности механика водителя танка 344-го танкового батальона 91-й танковой бригады 66-й армии Сталинградского фронта (с 30 сентября 1942 года — Донской фронт). Участник Сталинградской битвы. Уже в первых боях под Сталинградом Александр Гаврилович продемонстрировал высокое мастерство вождения танка. Используя рельеф местности и технические возможности боевой машины, он давал возможность экипажу решать поставленные боевые задачи и наносить ущерб врагу в живой силе и технике. Только за два дня боёв 2 и 3 октября 1942 года, экипаж танка, механиком-водителем которого был старший сержант Боженко, действуя орудием, пулемётами и гусеницами, уничтожил немецкий танк, 5 противотанковых пушек, 2 миномётные батареи, 10 станковых и ручных пулемётов и до взвода вражеской пехоты. Во время начавшегося в ноябре 1942 года контрнаступления советских войск под Сталинградом 91-я танковая бригада вела боевые действия в полосе наступления 65-й армии. В операции «Уран» мехвод А. Г. Боженко неоднократно водил свой танк на прорыв немецкой обороны и ликвидацию узлов сопротивления противника. Так в бою 21 ноября 1942 года в составе своего экипажа Александр Гаврилович уничтожил 2 артиллерийских орудия противотанковой обороны, 4 ДЗОТа, 3 пулемётные точки и до 80 солдат и офицеров противника. После ликвидации окружённой в Сталинграде группировки немецко-фашистских войск 91-я танковая бригада была выведена в резерв. Весной 1943 года Александру Гавриловичу было присвоено звание старшины.
Вновь на фронте старшина с 27 июля 1943 года. 91-я танковая бригада в составе 3-й гвардейской танковой армии на Центральном фронте принимала участие в Орловской операции Курской битвы. Экипаж танка, механиком-водителем которого служил Александр Боженко, отличился в боях за населённые пункты Орловской области Философово и Роща и при прорыве обороны противника у села Кресты. За два дня боёв 29 и 30 июля 1943 года танкисты уничтожили 3 противотанковых орудия, 4 пулемётные точки, разрушили 7 блиндажей и 1 наблюдательный пункт, истребили до 40 военнослужащих вермахта. Под Кресами танк был подбит, но экипаж продолжал вести огонь по врагу из неподвижного танка пока от очередного попадания снаряда машина не загорелась. В этом бою Александр Гаврилович был ранен и получил ожоги, но быстро вернулся в строй. С сентября 1943 года в составе своего подразделения воевал на Воронежском фронте (с 20 октября 1943 года — 1-й Украинский фронт). Участвовал в Киевской операции, освобождал столицу Украины город Киев. Особо отличился при освобождении города Фастова .
Танк Александра Боженко продвигался в передовом отряде 3-й гвардейской танковой армии. На подступах к Фастову танк вырвался вперёд и догнал немецкий обоз. Обойдя его, он атаковал его с флангов и заставил немецких солдат из обоза сдаться в плен. Передал подоспевшей пехоте 15 повозок, 70 лошадей и 30 пленных. На рассвете 7 ноября танк подошёл к северной окраине Фастова. Первым ворвался в город. В уличных боях танк получил повреждения от САУ «Фердинанд», однако сумел вывести его из-под обстрела, обойти и уничтожить самоходку. Вскоре на одной из улиц танк Александра Боженко оставил местный житель, рассказавший, что немецкие войска установили в сквере батарею 75-миллиметровых орудий, и посоветовавший обойти их. По узкому переулку танкисты обошли батарею с тыла и уничтожили её. Всего же за время боёв за Фастов 7 ноября 1943 года уничтожил 7 противотанковых орудий, САУ «Фердинанд», 2 миномёта, 6 пулемётов, 5 повозок, около 60 вражеских солдат. Им было захвачено 2 батареи зенитной артиллерии, 4 прожектора и около 50 вражеских солдат.
Указом Президиума Верховного Совета СССР «О присвоении звания Героя Советского Союза генералам, офицерскому, сержантскому и рядовому составу Красной Армии» от 10 января 1944 года за «образцовое выполнение боевых заданий командования на фронте борьбы с немецкими захватчиками и проявленные при этом отвагу и геройство» старшине Боженко Александру Гавриловичу было присвоено звание Героя Советского Союза с вручением ордена Ленина и медали «Золотая Звезда» за номером 2103.
Весной 1944 года был отозван с фронта и направлен в Саратовское танковое училище, которое он окончил уже после войны. В 1945 году в звании младшего лейтенанта Александр Гаврилович был уволен в запас. Вернувшись в родное село, работал в колхозе. Затем уехал в Казахстан, где работал трактористом на освоении целинных земель.
С начала 1960-х годов жил в Баку, работал заведующим мельницей. Погиб 28 марта 1972 года.
Похоронен в городе Баку Азербайджанской Республики.

## Награды
- Медаль «Золотая Звезда» (10.01.1944);
- орден Ленина (10.01.1944);
- орден Отечественной войны 2 степени (04.12.1942);
- орден Красной Звезды — дважды (27.11.1942, 03.08.1943).
- Медали, в том числе:
- медаль «За отвагу»;
- медаль «За оборону Сталинграда».

## Память
- Его именем названа улица в украинском городе Запорожье.

## Документы
- Общедоступный электронный банк документов «Подвиг Народа в Великой Отечественной войне 1941—1945 гг.» Архивировано 13 марта 2012 года. № в базе данных 150003702. Архивировано 16 мая 2013 года., 19985565. Архивировано 16 мая 2013 года., 27987575. Архивировано 16 мая 2013 года., 10771295. Архивировано 16 мая 2013 года., 150476222. Архивировано 16 мая 2013 года., 16898415. Архивировано 16 мая 2013 года.